# Инкотермс

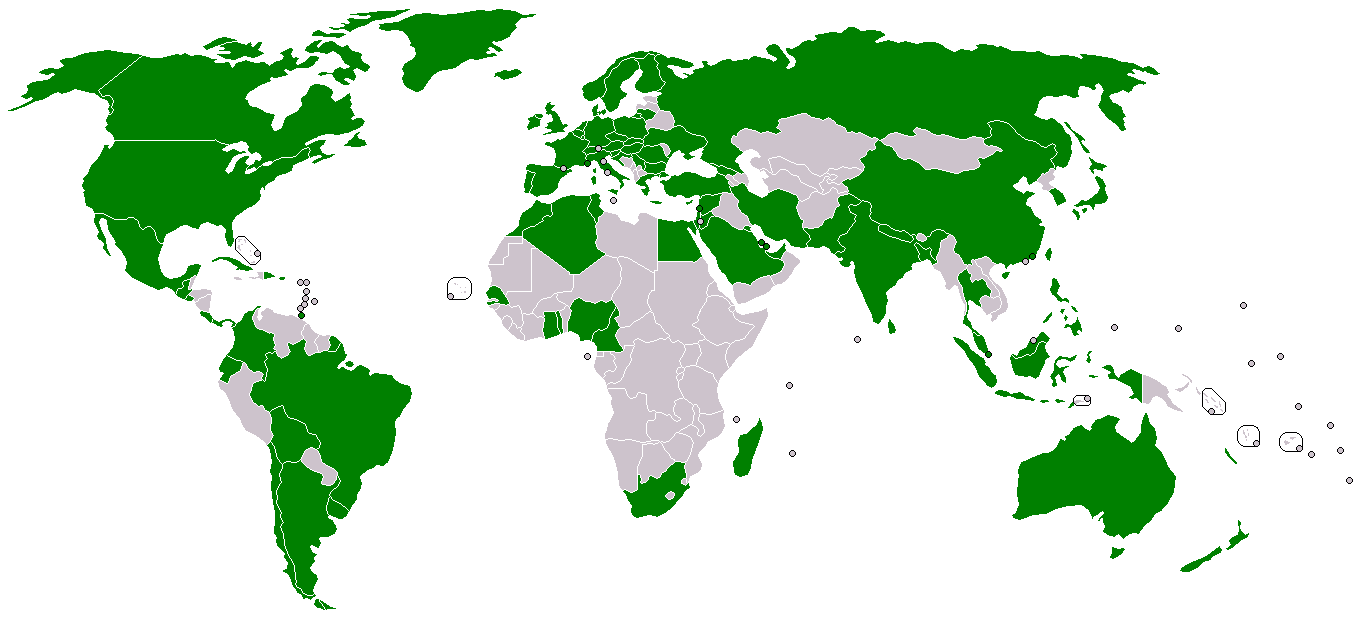
Страны, в которых действуют национальные комитеты Инкотермс

Инкоте́рмс (англ. Incoterms, International commercial terms) — международные правила в формате словаря, обеспечивающие однозначные толкования наиболее широко используемых торговых терминов в области внешней торговли частного характера, прежде всего, относительно франко (англ. free — «очистки») — места перехода ответственности от продавца к покупателю. Международные торговые термины представляют собой стандартные условия договоров международной купли-продажи, которые определены заранее в международном признанном документе, в частности, используются в стандартном контракте купли-продажи, разработанном Международной торговой палатой.
Правила впервые опубликованы в 1936 году Международной торговой палатой, первая редакция известна как «Инкотермс 1936». Поправки и дополнения были позднее сделаны в 1953, 1967, 1976, 1980, 1990, 2000, 2010 годах. В сентябре 2019 года была выпущена редакция «Инкотермс 2020», работа над которой велась с 2016 года. 

## Область охвата
Основные принципы, регулируемые в терминах Инкотермс:
- распределение между продавцом и покупателем транспортных расходов по доставке товара, то есть определение, какие расходы и до каких пор несёт продавец, и какие, начиная с какого момента, — покупатель.
- момент перехода с продавца на покупателя рисков повреждения, утраты или случайной гибели груза.
- дату поставки товара, то есть определение момента фактической передачи продавцом товара в распоряжение покупателя или его представителя — например, транспортной организации — и, следовательно, выполнения или невыполнения первым своих обязательств по срокам поставки.

За рамками Инкотермс остаются правила перехода права собственности с продавца на покупателя, а также последствия невыполнения сторонами обязательств по договору купли-продажи товаров, включая основания освобождения сторон от ответственности, что регламентируется нормами применимого права или Венской конвенцией. Структура терминов сформирована в последовательности нарастания объёма обязанностей продавца в отношении базисных условий поставки.

## Порядок пересмотра Инкотермс
Изменение коммерческого оборота и правового регулирования вызывает потребность в актуализации правил. Начиная с 1980 года новые редакции Инкотермс, которые отражают новшества в практике международной торговли выходят раз в 10 лет. 
Изначально над проектом правил работает Редакционная группа, в которую входят авторитетные специалисты в области внешней торговли из разных стран. После предварительного согласования проводится обсуждение более широкими профессиональными кругами во многих странах мира. После одобрения Комиссией по коммерческому праву и практики МТП проект очередной редакции выносится на утверждение Исполнительным комитетом МТП. Широкое обсуждение позволяет обеспечить согласование позиции участников делового оборота во многих странах мира.

## Содержание
Одно из ключевых условий применения Инкотермс: регулирование момента перехода права собственности должно быть урегулировано в контракте отдельно, желательно, чтобы с переходом права собственности совпадал переход к покупателю риска случайной гибели или риска повреждения товара.

Области действия терминов Инкотермс-2010

Каждый определяемый термин является трёхбуквенной аббревиатурой, первая буква указывает на точку перехода обязательств и рисков от продавца к покупателю:
- Группа E — отгрузка, переход обязательств — у места отправки (англ. departure). Продавец обязан предоставить товары покупателю непосредственно на предприятии-изготовителе, своём складе, таможенная очистка товара продавцом не производится; Продавец не отвечает за погрузку товара на транспортное средство; EXW.
- Группа F — основная перевозка не оплачена продавцом (англ. main carriage unpaid), переход обязательств у терминалов отправления для основной перевозки. Продавец обязуется поставить товар в распоряжение перевозчика, которого покупатель нанимает самостоятельно; FCA, FAS, FOB.
- Группа C — основная перевозка оплачена продавцом (англ. main carriage paid), переход обязательств — у терминалов прибытия для основной перевозки. Продавец обязан заключить договор перевозки товара, но без принятия на себя риска его случайной гибели или повреждения товара; CFR, CIF, CPT, CIP.
- Группа D — прибытие, переход обязательств у покупателя, полноценная доставка (англ. arrival). Продавец несёт все расходы по доставке и принимает на себя все риски до момента доставки товара в страну назначения; DAT, DAP, DDP.

В Инкотермс 2010 определены 11 терминов, 7 из них применимы к любому виду транспорта основной перевозки.
1. EXW (англ. ex works, франко-склад, франко-завод): товар забирается покупателем с указанного в договоре склада продавца, оплата экспортных пошлин вменяется в обязанность покупателю.
2. FCA (англ. free carrier, франко-перевозчик): товар доставляется основному перевозчику заказчика к указанному в договоре терминалу отправления, экспортные пошлины уплачивает продавец.
3. CPT (англ. carriage paid to…): товар доставляется основному перевозчику заказчика, основную перевозку до указанного в договоре терминала прибытия оплачивает продавец, расходы по страховке несёт покупатель, импортную растаможку и доставку с терминала прибытия основного перевозчика осуществляет покупатель.
4. CIP (англ. carriage and insurance paid to…): то же, что CPT, но основная перевозка страхуется продавцом.
5. DAT (англ. delivered at terminal): поставка до указанного в договоре импортного таможенного терминала оплачена, то есть экспортные платежи и основную перевозку, включая страховку, оплачивает продавец, таможенная очистка по импорту осуществляется покупателем.
6. DAP (англ. delivered at place): поставка в место назначения, указанное в договоре, импортные пошлины и местные налоги оплачиваются покупателем.
7. DDP (англ. delivered duty paid): товар доставляется заказчику в место назначения, указанное в договоре, очищенный от всех таможенных пошлин и рисков.

Также в Инкотермс-2010 определены 4 термина, применимые исключительно к морскому транспорту и транспорту территориальных вод:
1. FAS (free alongside ship): товар доставляется к судну покупателя, в договоре указывается порт погрузки, перевалку и погрузку оплачивает покупатель.
2. FOB (free on board): товар отгружается на судно покупателя, перевалку оплачивает продавец.
3. CFR (cost and freight): товар доставляется до указанного в договоре порта назначения покупателя, страховку основной перевозки, разгрузку и перевалку оплачивает покупатель.
4. CIF (Cost, Insurance and Freight): то же, что CFR, но основную перевозку страхует продавец.

Содержание Инкотермс в различных редакциях изменяется, так, в Инкотермс 2010 в сравнении с Инкотермс 2000 термин DAP введён взамен исключённых DAF (delivered at frontier, доставка к границе), DES (delivered ex ship, доставка на борту судна в порту назначения) и DDU (delivered, duty unpaid, доставка в указанное место без растаможки), а вместо DEQ (англ. delivered ex quey, доставка в порт) введён более общий термин DAT.
В Инкотермс 2020 исчезнет DAT (доставка до терминала), но появится DPU (Delivered at Place Unloaded, доставка с разгрузкой). Место разгрузки может быть любым — включая и перегрузочный терминал.